# Шоммер, Пол
Пол Шоммер (англ. Paul Schommer; род. 6 июня 1992, Аплтон) — американский биатлонист, выступающий за сборную Соединённых Штатов Америки. Участник Кубка IBU, чемпионата Европы, Кубка мира.

## Биография
Родился в Эпплтоне, штат Висконсин. Окончил Колледж Святой Сколастики в Дулуте, по специальности химик. Первоначально занимался лыжными гонками, в 2015 году перешёл в биатлон, тренировался под руководством бывшего биатлониста сборной США Чэда Салмела. Живёт в Лейк-Плэсиде.
Выступает на Кубке IBU с сезона 2015/16. Лучший результат в этом турнире — 25-е место, занятое в индивидуальной гонке в сезоне 2016/17 на этапе в Арбере.
В Кубке мира по биатлону дебютировал в сезоне 2016/17 на шестом этапе в Антерсельве. В дебютной гонке занял 33-е место в индивидуальной гонке и набрал первые очки в зачёт Кубка мира, этот результат по состоянию на март 2017 года остаётся лучшим в карьере спортсмена.
В общем зачёте Кубка мира сезона 2016/17 Пол Шоммер занимает 89-е место, с общим количеством очков в 8 баллов. Все текущие 8 баллов и принесла гонка в Антерсельве, где, как указано выше, спортсмен занял 33 место.
Спортсмен также участвовал на чемпионате Европы 2017 года в Душники-Здруй, где не поднялся выше 48-го места в гонке преследования, в спринте был 58-м, а в индивидуальной гонке — 57-м.

## Последние результаты

### Кубок мира по биатлону 2016/2017
| Этап     | Гонка                | Место | Время    |
| -------- | -------------------- | ----- | -------- |
| Пхёнчхан | Спринт               | 101   | 27:49.02 |
| Антольц  | Индивидуальная гонка | 33    | 54:54.07 |